# Prosencéphale
En anatomie des chordés, le prosencéphale fait partie de l’encéphale. Le prosencéphale, le mésencéphale et le rhombencéphale sont trois vésicules qui se développent pendant la neurogenèse du cerveau des vertébrés.
Aussi appelé cerveau antérieur, le prosencéphale se subdivise en diencéphale et télencéphale. Le prosencéphale provient du dessus du tube neural et est la plus rostrale des trois vésicules.
Le développement poussé des régions prosencéphaliques chez l’humain adulte, en particulier le néopallium, crée les bases physiologiques pour plusieurs des habiletés uniques humaines liées à la mémoire, la planification, la déduction et la fabrication.
Les trois vésicules céphaliques sont visibles dès la fin de la 4e semaine de développement embryonnaire.
|                | Divisions embryologiques | Divisions embryologiques | Divisions embryologiques | Divisions anatomiques  | Divisions anatomiques |
| Encéphale      | Prosencéphale            | Télencéphale             | Télencéphale             | Télencéphale           | Cerveau antérieur     |
| Encéphale      | Prosencéphale            | Diencéphale              |                          |                        | Cerveau antérieur     |
| Encéphale      | Mésencéphale             | Mésencéphale             | Mésencéphale             | Mésencéphale           | Tronc cérébral        |
| Encéphale      | Rhombencéphale           | Métencéphale             | Protubérance annulaire   | Protubérance annulaire | Tronc cérébral        |
| Encéphale      | Rhombencéphale           | Métencéphale             | Cervelet                 | Cervelet               | Cervelet              |
| Encéphale      | Rhombencéphale           | Myélencéphale            | Moelle allongée          | Moelle allongée        | Tronc cérébral        |
| Moelle spinale | Moelle spinale           | Moelle spinale           | Moelle spinale           | Moelle spinale         | Moelle spinale        |